# Усть-Погожинское сельское поселение
Усть-Пого́жинское се́льское поселе́ние — муниципальное образование в Дубовском районе Волгоградской области, административный центр — село Усть-Погожье. 

## История
Усть-Погожинское сельское поселение образовано Законом Волгоградской области от 14 марта 2005 года № 1026-ОД «Об установлении границ и наделении статусом Дубовского района и муниципальных образований в его составе».

## Население
| 2010  | 2012  | 2013  | 2014  | 2015  | 2016  | 2017  |
| ----- | ----- | ----- | ----- | ----- | ----- | ----- |
| 1347  | ↘1323 | ↗1351 | ↗1367 | ↘1350 | ↘1334 | ↗1341 |
| 2018  | 2019  | 2020  | 2021  |       |       |       |
| ↘1328 | ↘1286 | ↘1261 | ↗1264 |       |       |       |

## Состав сельского поселения
| № | Населённый пункт | Тип населённого пункта       | Население |
| - | ---------------- | ---------------------------- | --------- |
| 1 | Семёновка        | село                         | 280       |
| 2 | Усть-Погожье     | село, административный центр | 1067      |